# George Henry Calvert
George Henry Calvert (ur. 2 stycznia 1803, zm. 24 maja 1889) – amerykański wydawca, pisarz, eseista, autor biografii i poeta.

## Życie i twórczość
Pochodził z arystokratycznej rodziny. Ukończył Harvard College. Studiował również w Niemczech, gdzie miał okazje spotkać Goethego. Przez prawie rok był burmistrzem (Mayor) miasta Newport w stanie Rhode Island.
Calvert napisał między innymi wzorowany na Don Juanie George’a Gordona Byrona poemat oktawą Cabiro. Wydał również poemat Anyta. Pisał też wiersze patriotyczne.